# Teratocephalidae
Teratocephalidae är en familj av rundmaskar. Enligt Catalogue of Life ingår Teratocephalidae i ordningen Araeolaimida, klassen Adenophorea, fylumet rundmaskar och riket djur, men enligt Dyntaxa är tillhörigheten istället ordningen Teratocephalida, klassen Adenophorea, fylumet rundmaskar och riket djur. Enligt Catalogue of Life omfattar familjen Teratocephalidae 16 arter. 
Kladogram enligt Catalogue of Life och Dyntaxa:
| Teratocephalidae | \| \| Euteratocephalus \| \| \| \| \| \| Teratocephalus \| \| \| \| |
|                  | \| \| Euteratocephalus \| \| \| \| \| \| Teratocephalus \| \| \| \| |
|                  | Aulolaimidae                                                        |
|                  |                                                                     |
|                  | Axonolaimidae                                                       |
|                  |                                                                     |
|                  | Bastianiidae                                                        |
|                  |                                                                     |
|                  | Halaphanolaimidae                                                   |
|                  |                                                                     |
|                  | Haliplectidae                                                       |
|                  |                                                                     |
|                  | Isolaimiidae                                                        |
|                  |                                                                     |
|                  | Leptolaimidae                                                       |
|                  |                                                                     |
|                  | Plectidae                                                           |
|                  |                                                                     |
|                  | Rhabdolaimidae                                                      |
|                  |                                                                     |
|                  | Tripyloididae                                                       |
|                  |                                                                     |
|                  | Euteratocephalus                                                    |
|                  |                                                                     |
|                  | Teratocephalus                                                      |
|                  |                                                                     |

|  | Euteratocephalus |
|  |                  |
|  | Teratocephalus   |
|  |                  |